# أدريان ديكسون
أدريان ديكسون (بالإنجليزية: Adrian Dickson)‏ هو مقدم تلفزيوني بريطاني، ولد في 28 نوفمبر 1977.